# يوجين كمنز
يوجين كمنز (بالإنجليزية: Eugene D. Commins)‏ (و. 1932 – 2015 م) هو فيزيائي، وأستاذ جامعي من الولايات المتحدة الأمريكية .
وكان عضواً في الأكاديمية الوطنية للعلوم، والجمعية الفيزيائية الأمريكية، والأكاديمية الأمريكية للفنون والعلوم .

## جوائز
حصل على جوائز منها:
- قلادة أورستد  [لغات أخرى]‏ (2005).